# Triphora trianthophoros
Triphora trianthophoros är en orkidéart som först beskrevs av Olof Swartz, och fick sitt nu gällande namn av Per Axel Rydberg. Triphora trianthophoros ingår i släktet Triphora och familjen orkidéer.

## Underarter
Arten delas in i följande underarter:
- T. t. mexicana
- T. t. trianthophoros